# Wolfgang Burmann
Wolfgang Burmann Sánchez (Madrid, 19 de junio de 1940) es un director artístico español de origen alemán, responsable de la ambientación y decoración de numerosas películas, series de televisión y obras de teatro. Hijo del escenógrafo y director artístico Sigfrido Burmann y hermano del director de fotografía Hans Burmann.

## Premios y candidaturas
Premios Goya
| Categoría                 | Año  | Película                  | Resultado |
| ------------------------- | ---- | ------------------------- | --------- |
| Mejor dirección artística | 2007 | Oviedo Express            | Candidato |
| Mejor dirección artística | 1998 | Abre los ojos             | Candidato |
| Mejor dirección artística | 1995 | La flor de mi secreto     | Candidato |
| Mejor dirección artística | 1991 | Don Juan en los infiernos | Candidato |
| Mejor dirección artística | 1988 | Remando al viento         | Ganador   |
| Mejor dirección artística | 1986 | Romanza final (Gayarre)   | Candidato |

Medallas del Círculo de Escritores Cinematográficos
| Año  | Categoría                        | Película                       | Resultado |
| ---- | -------------------------------- | ------------------------------ | --------- |
| 1969 | Mejores decorados                | Fortunata y Jacinta            | Ganador   |
| 1970 | Mejores decorados y ambientación | Goya (historia de una soledad) | Ganador   |